# Tunica media

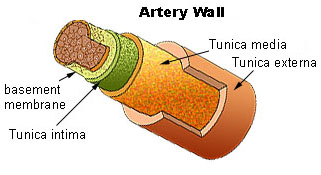
Artärväggens uppbyggnad

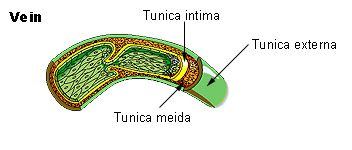
Venväggens uppbyggnad

Tunica media är det mellersta lagret i blodkärl. Lagret utanför tunica media heter tunica adventitia (eller tunica externa) och lagret innanför heter tunica intima. Tunica media består av glatt muskulatur, kollagena fibrer och elastiska fibrer. Vid vasokonstriktion är det den glatta muskulaturen som kontraherar.